# ای خوش‌شانس! ای خوشبختی!
ای خوش‌شانس! ای خوشبختی ! (به هندی: Oye Lucky! Lucky Oye!) فیلمی محصول سال ۲۰۰۸ و به کارگردانی دیباکار بانرجی است. در این فیلم بازیگرانی همچون آبهای دئول، پارش راوال، نیتو چاندرا، آرچانا پوران سینگ، ریچا چادا ایفای نقش کرده‌اند.